# Stefan Frei
Stefan Frei (Altstätten, 1986. április 20. –) svájci korosztályos válogatott labdarúgó, az amerikai Seattle Sounders kapusa és csapatkapitánya.

## Pályafutása

### Klubcsapatokban
Frei a svájci Altstätten községben született. Az ifjúsági pályafutását a Widnaunál kezdte, majd a St. Gallen akadémiájánál folytatta.
2006-ban mutatkozott be az amerikai San Francisco Seals felnőtt keretében. 2007-ben a San Jose Frogs szerződtette. 2009 januárjában az első osztályban szereplő Torontóhoz igazolt. 2013. december 10-én szerződést kötött a Seattle Sounders együttesével. 2014. szeptember 16-án, a kupadöntőben a Philadelphia Union csapatát 3–1-re legyőzve megszerezték a trófeát. 2016-ban és 2019-ben megnyerték a bajnokságot. A 2022-es CONCACAF-bajnokok ligája döntőjében az UNAM-ot 5–2-es összesítéssel felülmúlva győztek. A bajnokok ligájában nyújtott teljesítményéért megkapta az 'aranykesztyűt'.

### A válogatottban
Frei 2000-ben 1 mérkőzés erejéig tagja volt a svájci U15-ös korosztályú válogatottnak.

## Sikerei, díjai
Toronto
- Kanadai Kupa
  - Győztes (4): 2009, 2010, 2011, 2012

 Seattle Sounders
- MLS
  - Bajnok (2): 2016, 2019
  - Döntős (2): 2017, 2020

- US Open Cup
  - Győztes (1): 2014

- CONCACAF-bajnokok ligája
  - Győztes (1): 2022

- Leagues Cup
  - Döntős (1): 2021

Egyéni
- MLS All-Stars: 2017
- MLS – Az Év Védése: 2018, 2021
- CONCACAF-bajnokok ligája – Aranylabda: 2022
- CONCACAF-bajnokok ligája – Aranykesztyű: 2022
- CONCACAF-bajnokok ligája – Best XI: 2022